# Eisenstuck-Affäre
Bei der Eisenstuck-Affäre 1876–1878 handelte es sich um eine diplomatisch-militärische Auseinandersetzung zwischen dem Deutschen Reich und der Republik Nicaragua. Dabei kam die junge, noch im Aufbau befindliche Kaiserliche Marine zu einem ihrer bis dahin größten militärischen Einsätze in Übersee.  Sie fand sowohl an der Pazifik- als auch an der Atlantikküste statt.

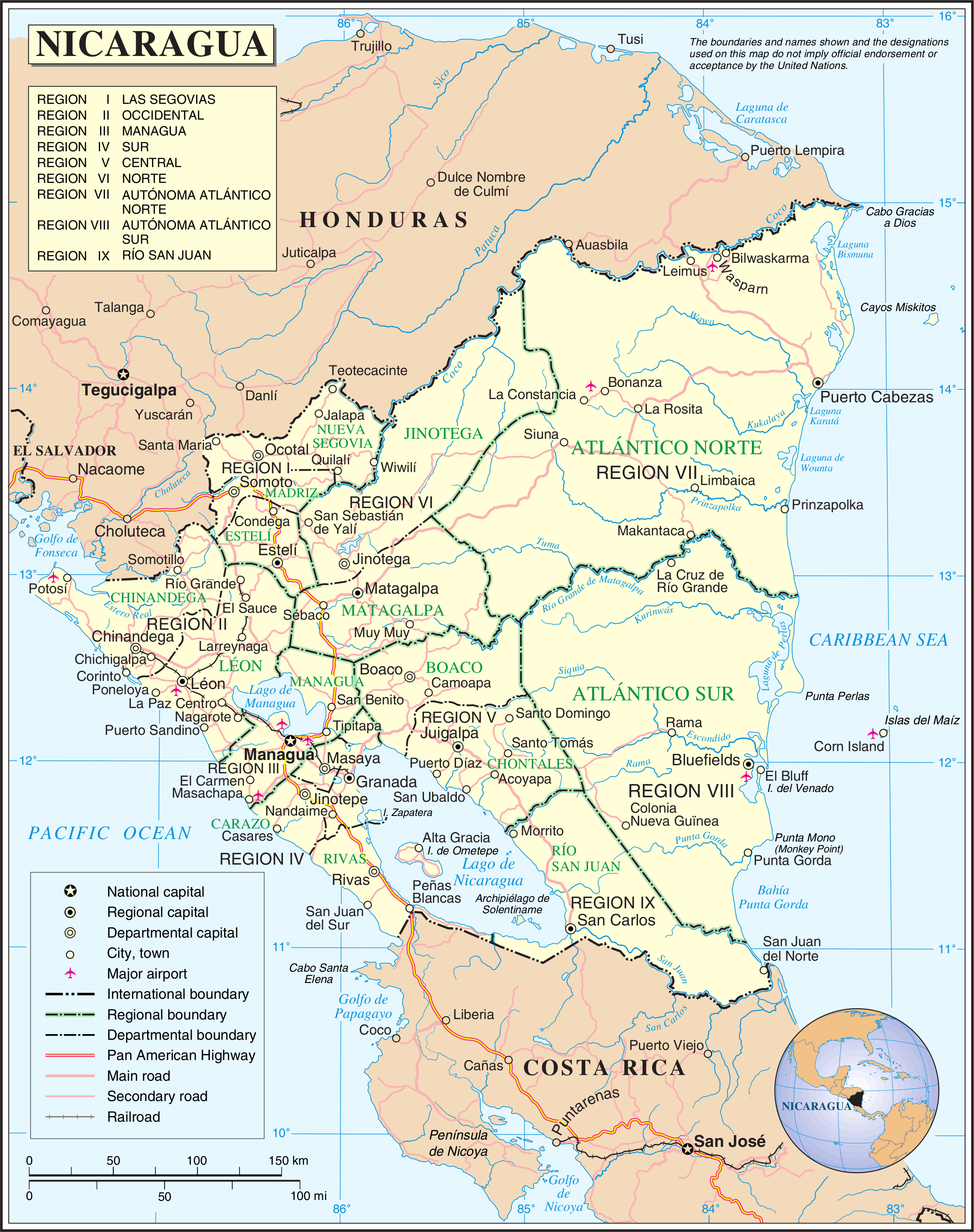
Nicaragua

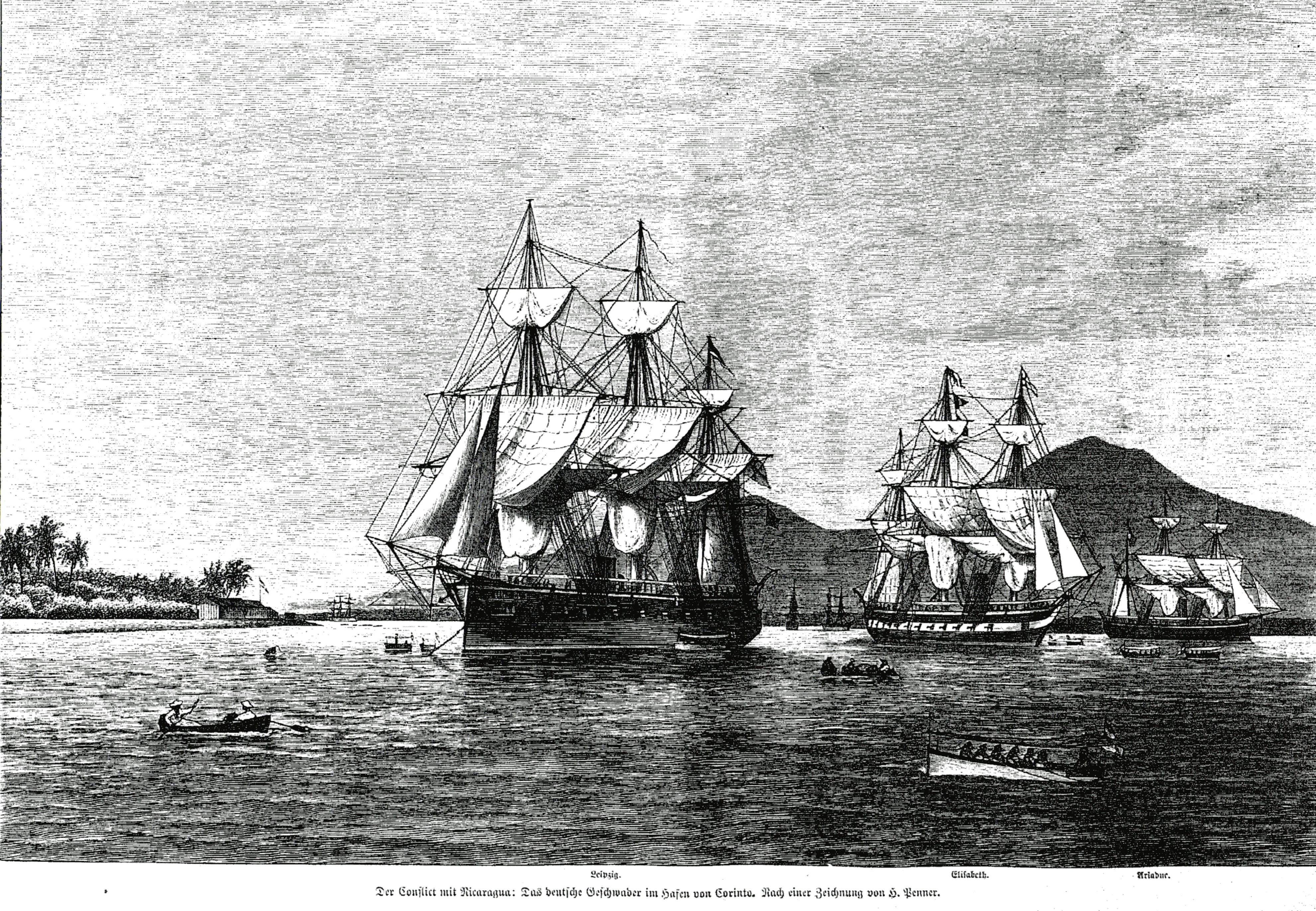
Das Zentralamerikanische Geschwader vor Corinto März 1878 Von links SMS Leipzig Elisabeth Ariadne Zeichnung von H Penner Illustrirte Zeitung 13 Juli 1878

Die Gedeckte Korvette SMS Elisabeth

Anlass für die Intervention waren zwei Überfälle auf den kaiserlichen Honorarkonsul Paul Eisenstuck in der Stadt León im Westen Nicaraguas im Jahr 1876. Eisenstuck lebte bereits länger in Mittelamerika und war dort verheiratet. Seine Stieftochter Franziska lebte in Ehestreitigkeiten und war 1875/76 mit ihrem Kind vor ihrem Mann, einem Zahnarzt aus León, zu den Eltern geflüchtet. Sie war nach Angaben des Historikers Gerhard Wiechmann der Casus Belli. Der Mann hatte das Weggehen seiner Frau nicht akzeptieren wollen und hatte die Familie Eisenstuck mitsamt Tochter zweimal auf offener Straße gewaltsam angegriffen. Beim ersten Überfall am 23. Oktober 1876 wurden durch den Schwiegersohn drei Pistolenschüsse abgegeben, die jedoch nicht trafen. Der zweite Überfall am 29. November 1876 war deutlich brutaler und wurde von Polizeisoldaten ausgeführt, die den Konsul verprügelten und verhafteten. Zwar wurden Eisenstuck und seine Familie wegen seines diplomatischen Status bereits auf dem Weg zum Gericht freigelassen, jedoch verliefen alle strafrechtlichen Ermittlungen gegen die Täter im Sande. Das Strafgericht verwies auf den Weg einer Privatklage und gab dem Vorfall den Rang einer „Familienfehde“, bei der der Schwiegersohn lediglich versuchte, seine Ehefrau zurückzugewinnen.
Deutschland sah das Völkerrecht durch die Missachtung der Immunität des Konsuls und die Weigerung beschädigt, gegen die Täter der Angriffe vorzugehen. Deutschland verlangte von Nicaragua die Bestrafung der Täter, eine Entschädigungszahlung von 30.000 US$ sowie einen Flaggensalut durch nicaraguanische Soldaten. Nicaragua kam dem nicht nach, weil der Außenminister die Angelegenheit für eine Familiensache hielt und seiner Meinung nach der Ehemann der Stieftochter das Recht gehabt habe, seine Frau zurückzuholen. Außerdem gab es zu der Zeit nur etwa 100 Deutsche in Nicaragua, so dass der Handel mit dem Deutschen Reich nur einen geringen Umfang hatte.
Während der gesamten Affäre achtete das Auswärtige Amt darauf, dass sich Deutschland gemäß den gültigen Normen des Völkerrechts verhielt. Es ließ sich seine Rechtsposition mehrfach von Großbritannien und den USA bestätigen. Entsprechend den damaligen diplomatischen Gepflogenheiten verschärfte Deutschland den Druck, schaltete aber zugleich das Vereinigte Königreich und die USA als Vermittler ein. Die Vermittlung blieb erfolglos, zumal die nicaraguanische Regierung den US-amerikanischen Diplomaten so brüsk behandelte, dass die USA bis zum Ende der Affäre die diplomatischen Beziehungen zu Nicaragua abbrachen.
Das Auswärtige Amt bat die Kaiserliche Admiralität schließlich im August 1877 um Unterstützung. Die Admiralität entsandte von Deutschland die Korvetten Leipzig, Ariadne und von Japan die auf einer Weltumsegelung befindliche Korvette Elisabeth an die Westküste Panamas, wo sich die drei Schiffe am 9. März 1878 zu einem Geschwader unter Kapitän zur See Wilhelm von Wickede vereinigten und nach Corinto segelten. Ein weiteres Schiff, das Kadettenschulschiff Medusa, befand sich auf einer Routinereise in Westindien und wurde an die Ostküste Nicaraguas beordert. Die Schiffe erreichten am 17. und 18. März 1878 ihr Ziel. Die Schiffe waren allerdings nicht für Landungsoperationen ausgerüstet und deshalb kaum in der Lage, militärischen Druck auf die Regierung in der im Landesinneren liegenden Hauptstadt Managua auszuüben.

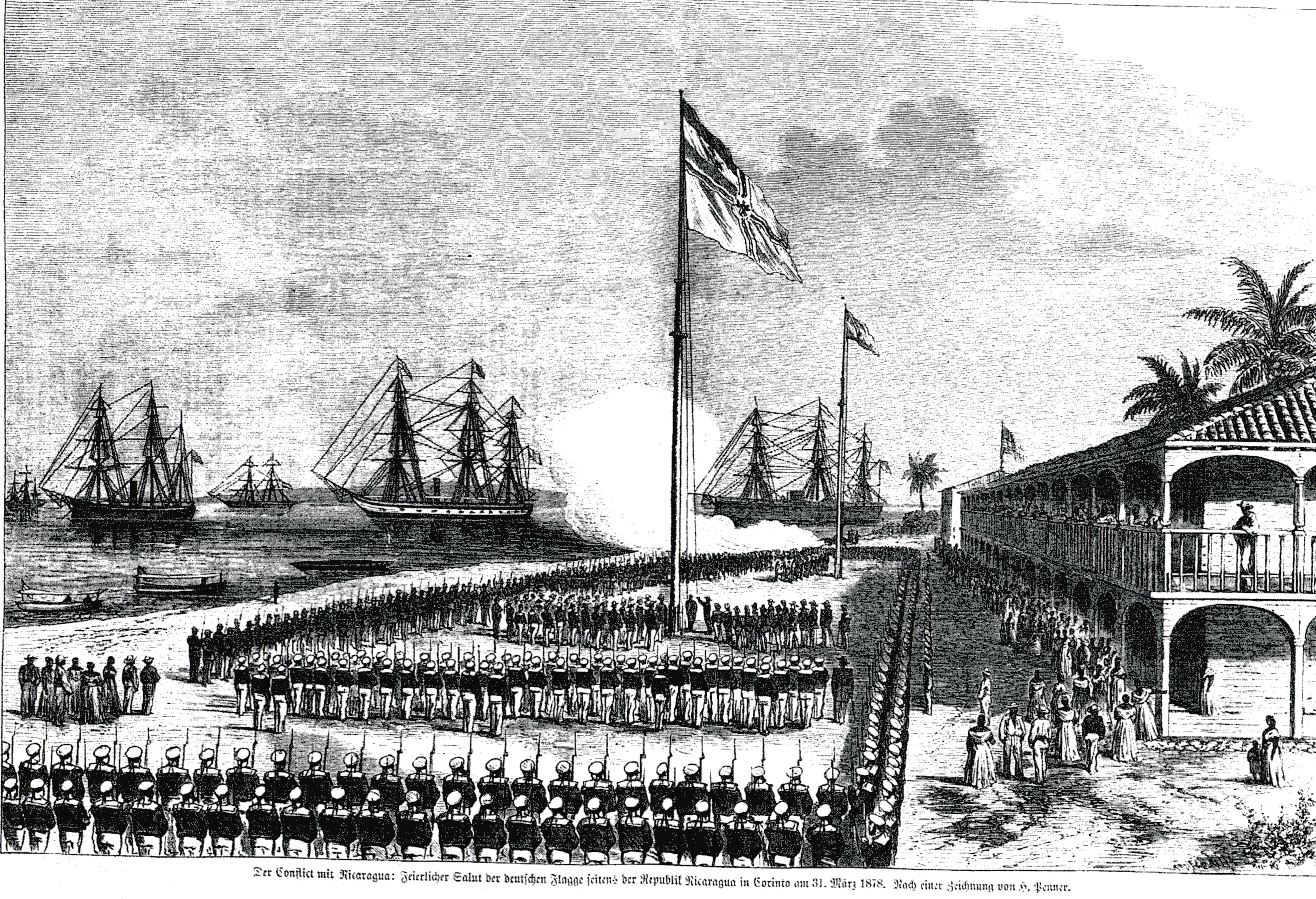
Salut der Reichskriegsflagge durch die nicaraguanischen Behörden, Corinto, Nicaragua, 31. März 1878. Im Hintergrund von links Ariadne, Elisabeth und Leipzig

Trotzdem gab die nicaraguanische Regierung am 31. März 1878 nach. Sie zahlte eine Entschädigung von 30.000 US$, die Täter wurden bestraft (Geldstrafe von 500 US$), und eine Abteilung Marinesoldaten erwies den Flaggensalut. Im gesamten Konflikt fiel kein Schuss.
Die Affäre ist ein Beispiel für Kanonenbootpolitik europäischer Mächte in der damaligen Zeit. Insbesondere das junge Deutsche Reich war darum bemüht, als Großmacht ernst genommen zu werden. Das hing mit nationalem Prestigestreben zusammen, hatte aber auch einen sachlichen Hintergrund. Die Behandlung fremder Staatsbürger im Ausland hing sehr stark davon ab, in welchem Ansehen ihr Heimatland stand. Die Geschäfte deutscher Kaufleute in Lateinamerika hingen also auch davon ab, ob die dortigen Regierungen Respekt vor dem Deutschen Reich hatten.
Diesen Respekt für das Reich zu gewinnen, gehörte zu den Hauptaufgaben der Auslandskreuzer der Kaiserlichen Marine. Es zeigte sich bei der Eisenstuck-Affäre, dass sie wegen mangelhafter Ausrüstung nicht in der Lage war, eine wirkliche Landungsoperation gegen einen lateinamerikanischen Staat durchzuführen. Dass die Operation dennoch den gewünschten Erfolg erzielte, ist zum einen auf das diplomatische Geschick des in Mittelamerika sehr erfahrenen Verbandsführers, Wilhelm von Wickede, zurückzuführen, zum anderen auf die Tatsache, dass die deutsche Forderung an Nicaragua als sehr moderat empfunden wurde.
Die Haltung der Regierung von Nicaragua war widersprüchlich. Unter Historikern wird spekuliert, dass die Regierung hoffte, die Deutschen würden das oppositionelle León beschießen, was jedoch nicht geschah. Für die langfristigen deutsch-nicaraguanischen Beziehungen war die Intervention eine starke Belastung, auch war sie von der kleinen deutschen Kolonie Nicaraguas nicht unterstützt worden. Erst 1896 wurde ein Handelsvertrag abgeschlossen, der nach Houwald „vergessen machen konnte“, was seinerzeit geschehen war. Für den nicaraguanischen Politiker und Zeitungsverleger Don Enrique Guzman war der Tag der Zahlung der 30.000 $ Entschädigung an das Deutsche Reich ein Tag der „Nationalen Schande“.
Eisenstucks Stieftochter kehrte später zu ihrem Ehemann zurück und war noch bis mindestens 1914 mit ihm verheiratet.